# Bahrain Light Rail Network
Die Bahrain Light Rail Network (arabisch شبكة السكك الحديدية في البحرين, DMG Šabakat as-Sikak al-ḥadīdiyya fī l-Baḥrain), auch bekannt als Bahrain Metro (arabisch مترو البحرين), ist ein geplantes öffentliches Verkehrsprojekt, das Manama und die Metropolregion der Hauptstadt des Königreichs Bahrain bedienen wird.
Das 2008 erstmals vorgeschlagene und vom Ministerium für Verkehr und Telekommunikation entwickelte Projekt im Wert von 1 bis 2 Mrd. USD wird eine Gesamtfläche von über 109 km² umfassen und soll bis 2025 in Betrieb genommen werden. Bei voller Kapazität soll das Stadtbahnnetz 43.000 Fahrgäste pro Stunde und 200.000 Fahrgäste pro Tag befördern. Die Metro soll 2028 fertiggestellt sein.

## Geschichte
Das Projekt wurde erstmals 2008 vorgestellt, und der Baubeginn war für 2009 geplant. Das Projekt wurde jedoch immer wieder aus finanziellen Gründen verzögert. Das Projekt wurde 2018 vorangetrieben, nachdem das in Bilbao ansässige Beratungsunternehmen IDOM eine Machbarkeitsstudie erstellt und dem Ministerium für Verkehr und Telekommunikation vorgelegt hatte. Das Ministerium kündigte später drei Ausschreibungen für 2019 an. Das Projekt wird auf der Grundlage einer öffentlich-privaten Partnerschaft (PPP) entwickelt.
Die erste Phase, die etwa 30 km Stadtbahnnetz mit 20 Bahnhöfen und 2 Umsteigebahnhöfen umfasst, wird voraussichtlich 453 Millionen BD kosten. Die nachfolgenden Phasen werden mehr kosten.
Am 20. Februar 2023 wurde die Dehli Metro Rail Corporation (DMRC) für die Präqualifikationsausschreibung für ein internationales Beratungsprojekt zum Bau der Phase-1 des U-Bahn-Projekts ausgewählt. Da die DMRC ein Angebot abgegeben, ein Budget erstellt, an der Entwicklung des Projekts mitgewirkt und diese gefördert hat, unterzeichnete sie nach der Auswahl eine Absichtserklärung mit Bharat Earth Movers Limited (BEML) für die Herstellung und Lieferung für den ersten Abschnitt. Die Fertigstellung des Projektes ist für das Jahr  2028 geplant.